# Касса, Федерико
Федерико Касса (итал. Federico Cassa; родился 1 февраля 2006 года, Казнате-кон-Бернате, Италия) — итальянский футболист, полузащитник «Аталанты».

## Карьера
Федерико Касса — воспитанник «Аталанты». За команду до 23 лет дебютировал в матче против «Арциньяно». Дебют за основную команду состоялся 19 августа 2024 года в матче против «Лечче»: на 83-й минуте Федерико Касса вышел на замену вместо Матео Ретеги.

## Достижения
- Участник Суперкубка УЕФА: 2024